# Port lotniczy Mahé
Port lotniczy Mahé (IATA: SEZ, ICAO: FSIA) – międzynarodowy port lotniczy położony na wyspie Mahé, w pobliżu Victorii, stolicy Seszeli. Jest największym portem lotniczym w kraju i głównym portem przesiadkowym linii lotniczych Air Seychelles.
Lotnisko jest położone 11 km na południowy wschód od stolicy i jest dostępny przez Victoria – Providence Highway. Z dworca autobusowego Victoria regularnie kursuje autobus, z taksówkami przed terminalem dostępnymi do wszystkich miejsc na Mahé i kilka usług przewoźników autokarowych, Creole Travel Services i Mason’s travel, które przewożą także pasażerów do terminalu promowego w Starym Porcie (Vieux Port) między wyspami i do Nowego Portu (Nouveau port) na rejsy wakacyjne.
Terminal krajowy znajduje się niedaleko na północ od terminala międzynarodowego i oferuje krajowe połączenia między wyspami co 10–15 minut w godzinach szczytu, co współgra z międzynarodowymi przylotami/odlotami i co 30 minut w pozostałym czasie. Istnieje plan połączenia lotniska systemem lekkiej kolejki lub tramwajem, który będzie biec wzdłuż wschodniego wybrzeża Mahé ze względu na wysoką gęstość transportu na tym obszarze. Firmy zostały zaproszone przez rząd do składania ofert w 2007 roku.
Terminal cargo położony jest na południe od międzynarodowego terminala i obsługuje loty ciężarowe w ruchu międzynarodowym i krajowym; jest on zarządzany przez krajowe linie Air Seychelles. Na południowo-wschodnim końcu 13. pasa startowego, na południu wyspy znajduje się baza wojskowa.

## Historia
Otwarcie portu lotniczego Mahé odbyło się 20 marca 1972 przez Jej Wysokość Królową Elżbietę II i było to doniosłe wydarzenie dla małego państwa, jakim są Seszele. Wcześniej działały tylko nieliczne połączenia. Kenijski Wilkenair rozpoczął loty między Mombasą i Mahé przez Diego Suarez na Madagaskarze i Astove Island (Seszele) za pomocą Piper PA-31 Navajo, kursującego raz w tygodniu. Po nim na Seszele zaczęły latać maszyny East African Airways w listopadzie 1971 roku i Luxair w grudniu tego samego roku. BOAC Super VC10 był pierwszym samolotem, który wylądował na lotnisku 4 lipca 1971 roku. W momencie otwarcia w 1972 r., lotnisko posiadało pas startowy długości 2987 m i wieżę kontrolną. Za obsługę naziemną oraz wszystkie inne operacje lotnicze była odpowiedzialna Dyrekcja Generalna Lotnictwa Cywilnego (Directorate of Civil Aviation, DCA).
W 1972 roku John Faulkner Taylor założył pierwszą lokalną firmą lotniczą o nazwie Air Mahé, która wykonywała loty między Praslin, Fregate i wyspą Mahé samolotem Piper PA-34 Seneca. Został on później zastąpiony przez Britten-Norman Islander. W 1974 roku, około 30 różnych linii lotniczych działało w porcie lotniczym Mahé. Obsługę naziemną i inne operacje lotnicze przejęła spółka Aviation Seychelles Company, utworzona w 1973 roku.
Prace budowlane polegające na rozbudowie lotniska rozpoczęły się w lipcu 1980 roku. Ze względu na stały wzrost ruchu pasażerskiego, budynek terminalu musiał obsłużyć 400 więcej przybywających i 400 więcej pasażerów odlatujących w jednym czasie. Zatoki parkingowe mogły przyjąć sześć samolotów, obszar parkingowy dla lekkich samolotów mógł obsłużyć pięć maszyn. Lata 2005/2006 przyniosły dalszy rozwój lotnictwa cywilnego na Seszelach. Ustawa Civil Aviation Authority została uchwalona w dniu 4 kwietnia 2006 r. komercjalizując DCA, która zmieniła nazwę na Seychelles Civil Aviation Authority. Rozpoczęto pracę nad rozbudową i unowocześnieniem budynku terminalu, który został przedłużony do obsługi co najmniej 5 średnich i dużych samolotów (np. Boeing 767) i 6 mniejszych samolotów (np. Boeing 737). Zostały udostępnione dodatkowe miejsca postojowe dla samolotów w północno-wschodniej części lotniska, obsługujące loty czarterowe, biznesowe i zatrzymujące się na dłużej.
Nowy obiekt może obsłużyć do 11 maszyn w zależności od ich wielkości. Jak na Seszele, które są niewielkim krajem o populacji około 90 000, gdzie turystyka masowa nie jest mile widziana zarówno przez rząd, jak też obywateli, wielkość lotniska jest adekwatna do potrzeb kraju.

## Linie lotnicze i kierunki lotów
| Linia Lotnicza     | Kierunek |
| ------------------ | --- |
| Aerofłot           | 1. Moskwa-Szeremietiewo |
| Air Austral        | 1. Reunion |
| Air Seychelles     | 1. Kolombo 2. Johannesburg 3. Mauritius 4. Mumbaj 5. Praslin 6. Tel Awiw Sezonowo: 1. Ałmaty 2. Male Czartery: 1. Alphonse 2. Bird Island 3. D'Arros 4. Denis Island 5. Desroches 6. Fregate Island Sezonowe czartery: 1. Bristol |
| Arkia              | 1. Kolombo 2. Tel Awiw |
| Bulgaria Air       | Sezonowe czartery: 1. Sofia |
| Condor Airlines    | Sezonowo: 1. Frankfurt |
| Edelweiss Air      | Sezonowo: 1. Zurych |
| Emirates           | 1. Dubaj |
| Ethiopian Airlines | 1. Addis Abeba |
| Etihad Airways     | 1. Abu Zabi |
| Kenya Airways      | 1. Nairobi |
| Qatar Airways      | 1. Doha |
| Turkish Airlines   | Sezonowo: 1. Stambuł |